# Бритавський заказник
Брита́вський зака́зник — ботанічний заказник загальнодержавного значення..

## Місцезнаходження
Розташований у межах Гайсинського району Вінницької області, неподалік від села Бритавка.
Створений у 1990 р. Перебуває у користуванні Бершадського держлісгоспу (квартали 24-26, 39-42, 53-72, 76-100). Площа становить 3259 га (у тому числі під лісами — 3130 га). 70 % площі лісів є природного походження. Еталонні засадження — 160 га. Стиглі площі діброви і дубово-грабового лісу становлять 17 %.

## Історія створення
Заказник утворено за висновками групи науковців під керівництвом доктора біологічних наук Т. Л. Андрієнко, яка працювала в регіоні у 1987—1989 рр..

## Опис
Старий грабово-дубовий ліс природного походження. Найбільш поширеними на території заказника є типові угруповання цих лісів — волосисто-осокові та зеленчукові. Охороняються вікові діброви (дуба звичайного) з домішкою ясена і сосни. Наукову цінність додає участь у деревостані дуба скельного, а в підліску — реліктового виду дерену справжнього (кизилу). Трапляються інші субсередньоморські та балканські види (на північній межі поширення): берека, калина цілолиста (гордовина), купина широколиста, плющ. Ростуть занесені до Червоної книги України 12 видів флори, у тому числі сон чорніючий, осока затінкова, цибуля ведмежа, любка дволиста, гніздівка звичайна, лілія лісова, скополія карніолійська, фіалка біла, підсніжник білосніжний та тюльпан дібровний, а також коручка пурпурова на східній межі свого поширення. Заказник є найбільшим ареалом місцезнаходження в Україні релікту третинного періоду — бруслини карликової, яка утворює значні куртини з численними популяціями, добре квітне, але через низьку життєздатність на межі свого розселення вже не плодоносить і розмножується вегетативно.
Лікарські рослини представлені звіробоєм звичайним, фіалкою триколірною, первоцвітом весняним, буркуном лікарським, горицвітом весняним (адонісом).
Серед тварин трапляються: свиня дика, лось, сарна, заєць-русак, лисиця, лісові птахи.
У 2010 р. увійшов до складу Національний природний парк «Кармелюкове Поділля»